# Tampa Bay Storm
I Tampa Bay Storm sono una squadra di Arena Football League con sede a Tampa, Florida. La squadra è stata fondata nel 1987.